# Mi-vlinder
De mi-vlinder (Euclidia mi, voorheen Callistege mi) is een vlinder uit de familie van de spinneruilen (Erebidae), die overdag actief is.

## Kenmerken
De spanwijdte is 25 tot 30 mm. Hoewel de imago bij vluchtige blik doet denken aan de aardbeivlinder, die in dezelfde tijd in hetzelfde biotoop aanwezig kan zijn, is hij bij betere bestudering hiervan goed te onderscheiden. Op de voorvleugel van de mi-vlinder bevindt zich namelijk een figuur die doet denken aan de kop van een heks, met een duidelijk oog en een enorme haakneus en uitstekende kin. Op de wang van deze heks bevindt zich nog een T-vormige vlek.

## Verspreiding en leefgebied
De mi-vlinder komt voor in Europa en Azië en is in Nederland en België een plaatselijk gewone soort, die verspreid over het hele gebied voorkomt, vooral op zandgronden en in de duinen. De vliegtijd is van eind april tot eind juli, in één generatie. Soms is er nog een partiële tweede generatie tot eind augustus.

## Waardplanten
De waardplanten van de mi-vlinder zijn allerlei kruidachtige planten en grassen, zoals klaver, rolklaver, hopklaver, vogelwikke, luzerne en kropaar. De vlinder overwintert als pop die in een cocon tussen het gras hangt, of ook in de grond.